# Чернокунцы
Чернокунцы (укр. Чорнокунці) — село в Яворовской городской общине Яворовского района Львовской области Украины.
Население по переписи 2001 года составляло 49 человек. Занимает площадь 1,75 км². Почтовый индекс — 81067. Телефонный код — 3259.